# Metrologiewet

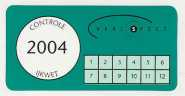
IJkwetsticker (2004)

De Metrologiewet, ofwel de Wet van 2 februari 2006, houdende regels omtrent meeteenheden en omtrent het in de handel brengen en het gebruik van meetinstrumenten, is een Nederlandse wet die regels bevat met betrekking tot meeteenheden en het in de handel brengen en het gebruik van meetinstrumenten. Op de naleving van de wet wordt toezicht gehouden door de Rijksinspectie Digitale Infrastructuur, voorheen Agentschap Telecom.

## Geschiedenis
De Metrologiewet vervangt de IJkwet 1937, die op haar beurt de IJkwet van 1869 had vervangen en tot doel had standaarden wettelijk vast te leggen en een controlemogelijkheid te bieden voor de eerlijkheid in de handel.
In het kader van de IJkwet werd er door de overheid een controleorgaan ingesteld. Dit was de Dienst van Het IJkwezen. Deze dienst is in 1989 geprivatiseerd. Sinds januari 2016 is Agentschap Telecom toezichthouder op naleving van de Metrologiewet en de Waarborgwet. Belangrijke uitgangspunten bij dit toezicht zijn de eerlijkheid in de handel en de bescherming van de consument.
In 2006 is de IJkwet vervangen door de Metrologiewet, mede naar aanleiding van de implementatie van de Europese richtlijnen 2014/31/EU en 2014/32/EU van 26 februari 2014 betreffende meetinstrumenten (PB L 96).
De aanwijzing van het  Van Swinden Laboratorium BV (VSL) als nationaal metrologisch instituut belast met de zorg voor de meetstandaarden bleef ongewijzigd.